# H. Beam Piper
Henry Beam Piper (Altoona, 23 marzo 1904 – Williamsport, 6 novembre 1964) è stato uno scrittore, romanziere e scrittore di fantascienza statunitense.
Scrisse numerosi racconti e vari romanzi. È noto per la sua vasta serie di racconti della Storia futura terro-umana e per quella del Paratempo, una serie più breve di racconti ucronici.
Scrisse firmandosi H. Beam Piper. Un'altra fonte dà il suo nome come "Horace Beam Piper" e una data di morte diversa, tuttavia nella sua lapide è inciso il nome "Henry Beam Piper". Lo stesso Piper potrebbe essere stato la fonte di parte della confusione: disse alla gente che la H stava per Horace, incoraggiando l'ipotesi che usasse l'iniziale perché non gli piaceva il suo nome. Su una copia de Il piccolo popolo (Little Fuzzy) data a Charles O. Piper, suo cugino ed esecutore testamentario, scrisse la dedica "A Charles da Henry".

## Biografia
Piper nacque nel 1904 ad Altoona, in Pennsylvania, figlio di Herbert Orr Piper e di Harriet O. Maurer. Piper fu in gran parte autodidatta; acquisì la sua conoscenza della scienza e della storia "senza sottopormi alla ridicola miseria di quattro anni negli scomodi confini di un mantello di procione". Andò a lavorare all'età di 18 anni come operaio presso i cantieri della Pennsylvania Railroad ad Altoona. Per la ferrovia lavorò anche come guardiano notturno e come detective, fino alla metà degli anni cinquanta.
Piper pubblicò il suo primo racconto, Molte volte, ripetutamente (Time and Time Again), nel 1947 sulla rivista Astounding Science Fiction; esso venne adattato per il programma radiofonico Dimension X e trasmesso per la prima volta nel 1951, venendo ritrasmesso per la radio in X Minus One nel 1956. Fu principalmente un autore di racconti, anche se produsse alcuni romanzi. Collezionava armi e il suo primo romanzo fu un giallo, Murder in the Gunroom (1953). I suoi primi romanzi di fantascienza furono invece pubblicati in volume nel 1957 e 1958; si tratta rispettivamente di Crisi nel 2140 (Crisis in 2140; inizialmente pubblicato a puntate su Astounding nel 1953) e A Planet for Texans (apparso originariamente nella rivista Fantastic Universe, 1957); entrambi i romanzi, caratterizzati da una trama molto avventurosa, furono scritti con John J. McGuire.

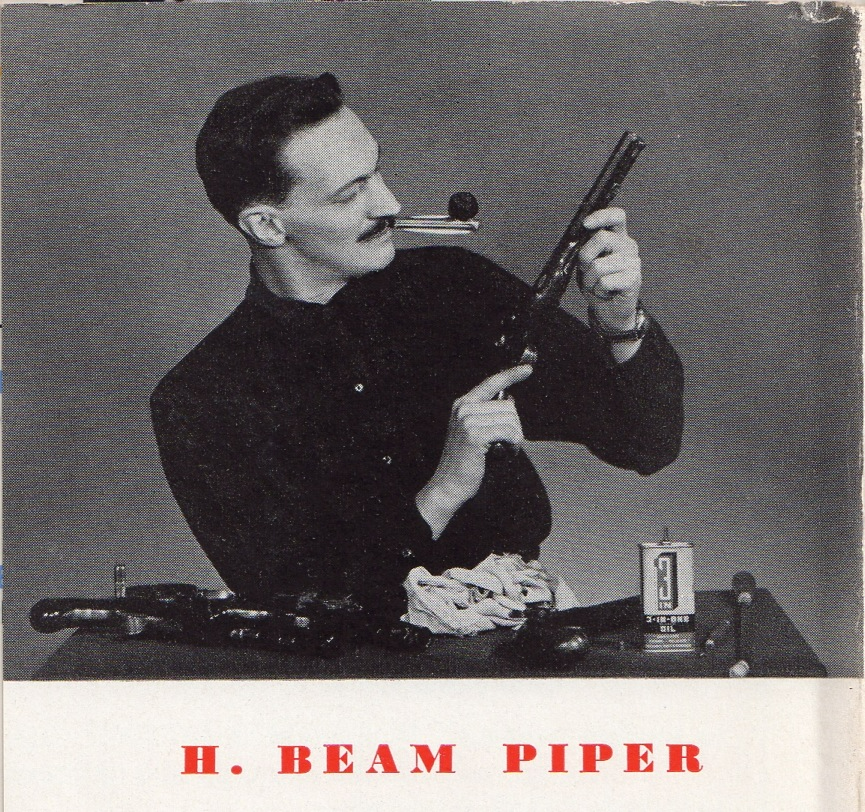
H. Beam Piper mentre controlla un'arma, 1953

Nel 1964, con una carriera apparentemente in stallo e senza voler chiedere a nessuno di aiutarlo nelle sue difficoltà finanziarie a causa della sua reticenza e dei suoi principi libertari, Piper si suicidò nella sua casa a Williamsport. La data esatta della sua morte è sconosciuta; l'ultima annotazione nel suo diario era datata 5 novembre ("Rain 0930") e, secondo il suo certificato di morte in Pennsylvania, il suo corpo fu rinvenuto l'8 novembre. Secondo l'introduzione di Jerry Pournelle a Il piccolo popolo (Little Fuzzy), Piper chiuse tutte le utenze del suo appartamento, mise i panni del pittore sulle pareti e sul pavimento e si tolse la vita con una pistola dalla sua collezione. Lasciò una lettera spiegando che "Non mi piace lasciare pasticci quando vado via, ma se avessi potuto ripulire un po' di questi pasticci, non me ne andrei. H. Beam Piper."
Fu sepolto nel cimitero di Fairview, ad Altoona.
Alcuni biografi attribuiscono il suo atto estremo a problemi finanziari, altri a problemi familiari; Pournelle scrisse che Piper si sentiva gravato dalle difficoltà finanziarie sulla scia di un divorzio e dall'errata percezione che la sua carriera stesse andando a rotoli (il suo agente era morto senza avvisarlo delle maggiori vendite). L'editore George H. Scithers, che conosceva Piper in società, ha affermato che Piper voleva fare un dispetto all'ex moglie che disprezzava: uccidendosi, Piper annullò la sua polizza di assicurazione sulla vita, impedendole di riscuoterla.
Un racconto inedito, Only the Arquebus, scomparve in seguito al suo suicidio; è probabile che egli stesso lo abbia distrutto insieme a molte sue carte personali.
La sua produzione letteraria venne infine acquistata da Ace Science Fiction e ristampata in una serie di tascabili all'inizio degli anni ottanta. Molti di questi non sono stati ristampati, anche se i suoi due archi narrativi più famosi sono stati nuovamente ristampati da Ace nel 1998 e nel 2001. Verso la fine della sua carriera, Piper corrispondeva con Pournelle, che era il curatore editoriale di Ace che ha contribuito a ristampare alcuni dei suoi romanzi.
Molti dei suoi precedenti diritti d'autore sono stati lasciati scadere, consentendo al Progetto Gutenberg di distribuire la sua opera online.

## Temi e segni distintivi

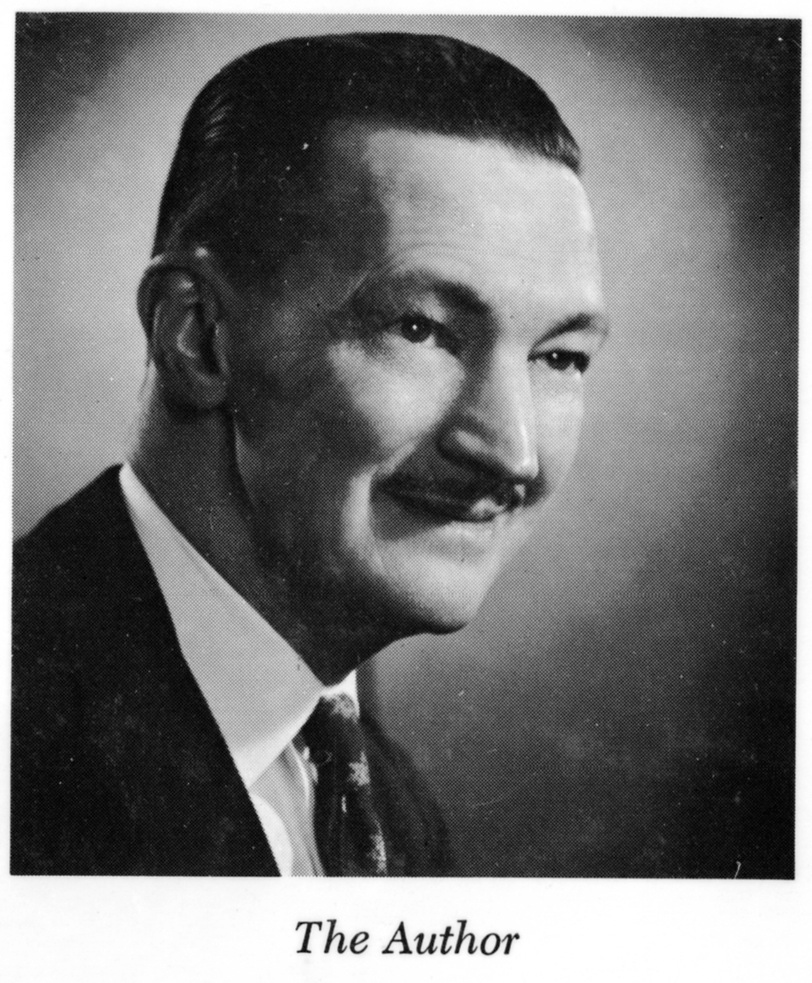
Piper nel 1961

Le storie di Piper si dividono in due campi: la space opera drammatica, come I vichinghi dello spazio (Space Viking), o storie di conflitti culturali o incomprensioni, come Il piccolo popolo (Little Fuzzy) o le storie del Paratempo.
Un tema ricorrente nel suo lavoro è che la storia si ripete; gli eventi passati avranno analoghi diretti e chiari in futuro. Il romanzo Uller Uprising ne è l'esempio più chiaro, essendo basato sulla rivolta dei Sepoy. Un esempio altrettanto chiaro è il nome stesso di I vichinghi dello spazio (Space Viking): per quanto questo romanzo non sia una reinterpretazione diretta di un precedente storico specifico, un tema successivo nel libro prevede la conquista di un pianeta in un modo che ricorda l'ascesa di Adolf Hitler.
La caratterizzazione di Piper era radicata nella nozione di uomo autosufficiente: un uomo in grado di prendersi cura di se stesso e allo stesso tempo disposto e in grado di affrontare qualsiasi situazione che potesse sorgere. Questo è perfettamente esemplificato in un po' di dialogo che si trova nel suo racconto Oomfel in the Sky (1960):
Di conseguenza, le sue storie tendono all'eroismo e il conflitto è solitamente guidato dall'esterno.
Piper era interessato alla semantica generale: è esplicitamente menzionata in Murder in the Gunroom e i suoi principi, come la consapevolezza dei limiti della conoscenza, sono evidenti nella sua opera successiva.

## Serie principali

### Storia futura terro-umana
La Storia futura terro-umana (Terro-Human Future History) è il resoconto dettagliato di Piper dei prossimi 6.000 anni di storia umana. Il 1942, anno di costruzione del primo reattore a fissione, è definito l'anno 1 AE (Era Atomica). Nel 1973, una guerra nucleare devasta il pianeta, gettando le basi per l'emergere di una Federazione Terrestre, una volta che l'umanità andrà nello spazio e svilupperà la tecnologia antigravitazionale.
Il racconto The Edge of the Knife (raccolta in Empire) si svolge poco prima della guerra e coinvolge un uomo che vede lampi di futuro. Esso collega molti elementi chiave della serie di Piper.
La maggior parte delle storie si svolge nel prossimo millennio, all'epoca delle due Federazioni. I più notevoli tra questi romanzi sono i tre romanzi di Fuzzy (che iniziano con Il piccolo popolo (Little Fuzzy)), che riguardano il riconoscimento di una specie aliena peculiare quanto senziente e gli sforzi delle due specie per imparare a vivere insieme sul mondo natale dei Fuzzie, Zarathustra.
La Federazione crolla nella Guerra degli Stati del Sistema e in seguito alle Guerre Interstellari (una parte delle quali può essere vista in The Cosmic Computer), portando a un lungo interregno, durante il quale non c'è alcun potere umano centrale. I vichinghi dello spazio (Space Viking) è ambientato in questo periodo caotico.
L'interregno si conclude con la fondazione del primo impero. Almeno cinque imperi governano l'umanità durante i prossimi quattromila anni, ma solo una manciata di racconti (raccolti in Empire) descrivono questo periodo. Piper generalmente ritrae questi imperi come benigni, governati da despoti illuminati.
La storia futura di Piper assomiglia in qualche modo alla Trilogia della Fondazione di Isaac Asimov e probabilmente ne è stata influenzata, soprattutto perché entrambi gli autori scrivevano per John W. Campbell, con il quale Piper condivideva vari interessi, come la semantica generale e la politica.

### Paratempo

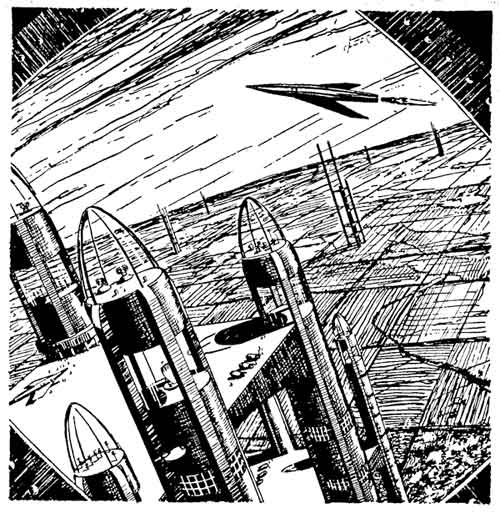
Illustrazione per il romanzo breve L'ultimo nemico (Last Enemy), facente parte del ciclo del Paratempo

Una serie molto più breve di racconti ucronici è la sequenza del Paratempo di Piper, raccolta ne I segreti del Paratempo (Paratime), seguita dal romanzo Lord Kalvan d'Altroquando. Queste storie riguardano la Polizia del Paratempo, una squadra delle forze dell'ordine di un mondo parallelo che ha imparato a muoversi tra le linee temporali. Custodiscono gelosamente il segreto, anche se estraggono altri mondi per le loro risorse. In particolare, sembra che gli umani siano in realtà rifugiati marziani sfuggiti a una calamità sul loro pianeta natale ed emigrati sulla Terra.
A differenza di molte storie alternative, queste storie tendono a concentrarsi su punti di divergenza molto indietro nel passato. Ad esempio, Lord Kalvan coinvolge un agente di polizia che viene accidentalmente trasportato in un mondo in cui gli antenati degli europei moderni non sono riusciti a trasferirsi in Europa e le tribù nomadi migrarono attraverso l'Asia e nel Nord America. Le persone che vivono sulla costa orientale del Nord America in questo romanzo si stabilirono nell'area da ovest e vivono ancora in una società medievale.
Molti lettori indicano il racconto Genesis (antologizzato in The Worlds of H. Beam Piper) per suggerire che l'universo della Storia futura terro-umana è in realtà un mondo alternativo nell'universo del Paratempo, dove la fuga dei marziani da Marte conduce l'umanità a dimenticare la propria eredità e a dover ricominciare da capo. Tuttavia, in diverse lettere agli amici e in un articolo pubblicato su una rivista di fan, lo stesso Piper ha elencato le vere storie del Paratempo e non ha mai identificato Genesis come tale. D'altra parte, Girò intorno ai cavalli (He Walked Around The Horses) è citato nel racconto lungo Operazione di polizia  (Police Operation), quindi questa è una storia a margine della serie.
Allo stesso modo, nonostante la mancanza di esplicite disposizioni di Piper, Omnilingue (Omnilingual, 1957) - che riguarda una spedizione scientifica del prossimo futuro su Marte sotto l'egida di un governo internazionale della Terra - potrebbe anche essere una storia del Paratempo. Gli scienziati e gli studiosi coinvolti in questo sforzo si trovano in medias res che scavano le rovine della civiltà umana avanzata che era stata gradualmente distrutta sul quarto pianeta circa 50.000 anni prima. In Omnilingue non si fa menzione della devastazione termonucleare dell'emisfero settentrionale a seguito della "guerra fredda" NATO / comunista innescata in un'orgia di sterminio dall'impatto di un meteorite di antimateria, che è stata descritta da Piper nel suo racconto The Answer (1959). In tutta la storia futura Terro-umana, quel conflitto e la distruzione operata attraverso le nazioni del Primo e del Secondo Mondo sono pervasive come spiegazione del modo preciso in cui la cultura del pianeta natale (attraverso il Sud America, l'Australia e il Sudafrica in particolare) arriva ad influenzare i pianeti della Federazione e dell'Impero di Piper.

## Opere
(delle opere tradotte è riportata la prima edizione italiana)

### Storia futura terro-umana

#### Serie della Federazione
- Uller Uprising (1952; edizione 1983 ISBN 0-441-84292-5)
- Four-Day Planet (1961; ed. 1981 come Four-Day Planet/Lone Star planet, ISBN 0-441-24891-8)
- The Cosmic Computer (1963, originariamente Junkyard Planet; ed. 1983 ISBN 0-441-11759-7) Basato sul racconto Graveyard of Dreams, pubblicato su Galaxy Magazine nel febbraio 1958.
- I vichinghi dello spazio (Space Viking, 1963; ed. 1983 ISBN 0-441-77784-8), traduzione di Mauro Cesari, Galassia 92, Casa Editrice La Tribuna, 1968.
- Federation (1981, ISBN 0-441-23191-8)
- Empire (1981; ed. 1983 brossura ISBN 0-441-20557-7)

#### Serie di Fuzzy
1. Il piccolo popolo (Little Fuzzy, 1962, ISBN 0-441-48498-0), traduzione di Bianca Russo, Urania 298, Arnoldo Mondadori Editore, 1962;  Oscar Ragazzi 19, Arnoldo Mondadori Editore, 1973.
2. Torna il piccolo popolo  (Fuzzy Sapiens, 1964, originariamente The Other Human Race, ISBN 0-441-26196-5); traduzione di Enzo Ruscica, Galassia 236, Casa Editrice La Tribuna, 1979.
3. Fuzzies and Other People (1984, ISBN 0-441-26176-0)

### Raccolte
- The Complete Fuzzy (1998, ISBN 0-441-00581-0 paperback); raccoglie Il piccolo popolo (Little Fuzzy), Torna il piccolo popolo  (Fuzzy Sapiens), e Fuzzies and other People.
- The Fuzzy Papers (settembre 1980, ISBN 0-441-26193-0, paperback); raccoglie Il piccolo popolo (Little Fuzzy) e Torna il piccolo popolo  (Fuzzy Sapiens).
- The Fuzzy Papers (copertina rigida); raccoglie Il piccolo popolo (Little Fuzzy) e Torna il piccolo popolo  (Fuzzy Sapiens).

### Paratempo
- L'ultimo nemico (Last Enemy, 1950), romanzo breve.
- Crimini nel tempo (Time Crime, in due parti, 1955). Traduzione di Roberto Marini, ne I segreti del Paratempo, Urania 1514, Arnoldo Mondadori Editore, 2006.
- I segreti del Paratempo (Paratime, 1981, ISBN 0-441-65169-0), raccolta; traduzione di Roberto Marini, Urania 1514, Arnoldo Mondadori Editore, 2006.
- The Complete Paratime (2001; ISBN 0-441-00801-1)
- Lord Kalvan d'Altroquando (Lord Kalvan of Otherwhen, 1965, ristampa 1984, ISBN 0-441-49055-7); come Lord Kalvan di Altroquando, traduzione di Cesare Gavioli, Galassia 87, Casa Editrice La Tribuna, 1968.
- Racconti: Temple Trouble; Operazione di polizia  (Police Operation); e secondo alcuni Genesis. Girò intorno ai cavalli (He Walked Around The Horses) è citato in Police Operation, quindi questa è una storia a margine del racconto.

### Altri romanzi

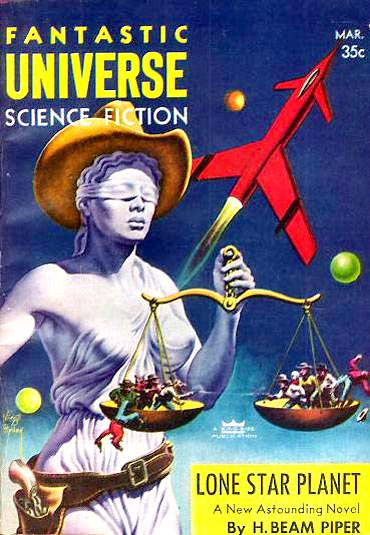
Lone Star Planet venne originariamente pubblicato nel numero di marzo 1957 di Fantastic Universe

- Murder in the Gunroom (1953, ISBN 1-882968-02-6), non fantascienza ma piuttosto un poliziesco con omicidio.
- Crisi nel 2140 (Crisis In 2140, 1957, con John J. McGuire, metà di Ace Double D-227. Serializzato per la prima volta in Astounding Science Fiction come Null-ABC, copyright 1953); traduzione di Filippo Osvaldini, Galassia 106, Casa Editrice La Tribuna, 1969.
- Lone Star Planet (1958, originariamente A Planet for Texans) con John J. McGuire ISBN 0-441-24892-6. L'opera è un chiaro ed evidente  omaggio al saggio di HL Mencken The Malevolent Jobholder (da The American Mercury, giugno 1924), in cui Mencken propose:

Nel 1999, il romanzo ha vinto il Prometheus Award, il premio Hall of Fame per il miglior romanzo di fantascienza libertario classico. Questa storia ironica presenta un pianeta di texani il cui bestiame delle dimensioni di un dinosauro deve essere ammassato con carri armati e il cui sistema di governo trae il suo carattere dal saggio di Mencken. Il protagonista è un giovane diplomatico insubordinato che viene nominato ambasciatore su questo pianeta irascibile e indipendente nella speranza che venga assassinato (come era stato il precedente ambasciatore), giustificando così l'invasione e la conquista forzata dei texani. Il punto cruciale della storia è il processo agli assassini del precedente ambasciatore - in realtà assassini pagati da un impero alieno che pianifica anche un'invasione - nell'ambito di un sistema legale che considera l'uccisione di un politico in carica un omicidio giustificabile.
- First Cycle (1982, Michael Kurland lo ha ampliato da uno schema di Piper) ISBN 0-441-23919-6

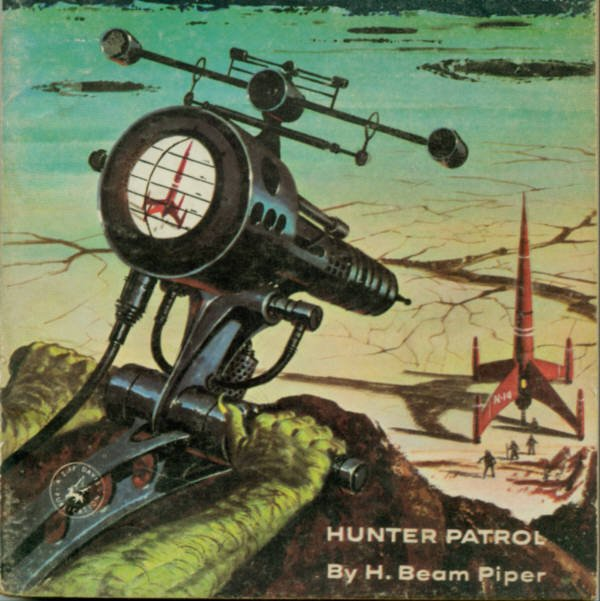
Copertina di Hunter Patrol, scritta con John J. McGuire

### Racconti
- The Answer (1959)
- Crossroads of Destiny (1959)
- Il giorno dell'idiota (Day of the Moron, 1951); traduzione di Manuela McMillen, in […se in un giorno lontano un viaggiatore…], Nova SF* a. XIX (XXXVII) n. 63 (105), Perseo Libri, 2003.
- Dearest (1951)
- The Edge of the Knife (1957)
- Fuga dal futuro  (Flight From Tomorrow, 1950); traduzione di Ugo Malaguti, in [Pellegrinaggio nel nulla], Nova SF* a. XIII (XXXI) n. 31 (73), Perseo Libri, 1997.
- Genesis (1951)
- Graveyard of Dreams (1958)
- Girò intorno ai cavalli (He Walked Around The Horses, 1948; in Kingsley Amis, The Golden Age of Science Fiction, 1981), come Passò intorno ai cavalli, traduzione di Bruno Fonzi, ne Le Meraviglie del possibile. Antologia della fantascienza, (Fuori collana), Einaudi, 1959.
- Hunter Patrol (1959, con John J. McGuire) (1959)
- The Keeper (1957)
- L'ultimo nemico (Last Enemy, 1950), romanzo breve. Traduzione di Roberto Marini, ne I segreti del Paratempo, Urania 1514, Arnoldo Mondadori Editore, 2006.
- The Mercenaries (1950)
- Ministero del disordine  (Ministry of Disturbance, con John J. McGuire, 1958); come Il ministero del disordine, traduzione di Iva Guglielmi e Gianni Pilo, in Regni stellari, I Magici Mondi di Asimov 2, Fanucci Editore, 1987.
- Pernonac (Naudsonce, 1962), traduzione di Beata Della Frattina, in Richiamo all'ordine e altri racconti, Urania 376, Arnoldo Mondadori Editore, 1965.
- Omnilingue o Omnilinguista (Omnilingual, 1957); come Omnilingue, traduzione di Beata Della Frattina, in Antologia scolastica n. 3, Urania 593, Arnoldo Mondadori Editore, 1972.
- Oomphel in the Sky (1960)
- Operation R.S.V.P. (1951)
- Operazione di polizia  (Police Operation, 1948), traduzione di Roberto Marini, ne I segreti del Paratempo, Urania 1514, Arnoldo Mondadori Editore, 2006.
- Rebel Raider (1950)
- The Return (1954) (con John J. McGuire)
- The Return (1960) (con John J. McGuire, versione espansa dell'originale)[7]
- A Slave is a Slave (1962)
- Traffici nel tempio (Temple Trouble, 1951); come La disavventura del tempio, traduzione di Lella Moruzzi, in [Viaggiatori dell'infinito], Nova SF* a. XVI (XXXIV) n. 44 (86), Perseo Libri, 2000.
- Molte volte, ripetutamente o Il tempo ritorna (Time and Time Again, 1947),  traduzione di Giampaolo Cossato e Sandro Sandrelli, ne Le grandi storie della fantascienza 9 (1947), [Le Grandi Storie della Fantascienza], SIAD Edizioni, 1984.
- Time Crime (1955)
- When in the Course— (1981)

### Raccolte
- The Worlds of H. Beam Piper (1983) ISBN 0-441-91052-1

### Fuzzy di Piper nei libri di altri autori
- Fuzzy Bones, di William Tuning - seguito di Little Fuzzy & Fuzzy Sapiens 1981, ISBN 0-441-26181-7
- Golden Dream, di Ardath Mayhar - basato su opere di H. Beam Piper e William Tuning 1982, ISBN 0-441-29726-9
- Fuzzy Nation, di John Scalzi, ISBN 0-765-36703-3
- Fuzzy Ergo Sum, di Wolfgang Diehr, ISBN 0-937-91217-4
- Caveat Fuzzy, di Wolfgang Diehr (seguito di Fuzzy Ergo Sum), ISBN 0-937-91222-0
- The Fuzzy Conundrum, di John F. Carr e Wolfgang Diehr, ISBN 0-937-91266-2

### Libri della "Storia futura terro-umana" di Piper di altri autori
Libri di John F. Carr e Mike Robertson
- The Last Space Viking (2011), di John F. Carr e Mike Robertson.
- Space Viking's Throne (2012), di John F. Carr e Mike Robertson (seguito di Last Space Viking).
- The Rise of the Terran Federation  (2017), raccolta di racconti, romanzi brevi e saggi, di Piper e autori vari, a cura di John F. Carr.
- The Way of the Sword-Worlds (2021), di John F. Carr e Mike Robertson (un prequel de I vichinghi dello spazio che coinvolge Otto Harkaman).

Libri di Dietmar Wehr
- Cosmic Computer Legacy: The Tides of Chaos (2013), di Dietmar Wehr (seguito di Cosmic Computer).
- Space Viking Legacy: The Tanith Gambit (2013), di Dietmar Wehr (un seguito de I vichinghi dello spazio, ebook).
- Space Viking Legacy: Book II: The Loki Gambit (2013), di Dietmar Wehr (ebook).

Libri di Terry Mancour
- Prince of Tanith: A Space Viking Novel (The Tanith Series) (2011) di Terry Mancour (un seguito di Space Viking, ebook).
- Princess Valerie's War: A Space Viking Novel (The Tanith Series Book II) di Terry Mancour (ebook).

### Libri sul "Paratempo" di altri autori
- Great King's War (1985), di John F. Carr e Roland Green
- Kalvan Kingmaker, di John F. Carr
- The Siege of Tos-Hostigos, di John F. Carr
- The Fireseed Wars, di John F. Carr
- Gunpowder God, di John F. Carr
- The Hos-Bletha Affair, di John F. Carr e Wolfgang Diehr
- Time Crime, di H. Beam Piper e John F. Carr (ampliamento di Carr del romanzo breve di Piper con un terzo atto).